# National Institute for Occupational Safety and Health
National Institute for Occupational Safety and Health ou NIOSH (Instituto Nacional de Segurança e Saúde Ocupacional) é a agência federal dos EUA responsável pela realização de pesquisas e produção de recomendações para a prevenção de lesões e doenças relacionada com o trabalho. O NIOSH faz parte do Centros de Controle e Prevenção de Doenças (CDC, Centers for Disease Control and Prevention), dentro do Departamento de Saúde e Serviços Humanos dos Estados Unidos (Department of Health and Human Services).
A NIOSH está sediada em Washington, D.C., com laboratórios de pesquisa e escritórios em Cincinnati, Ohio; Morgantown, West Virginia; Pittsburgh, Pensilvânia; Denver, Colorado; Anchorage, Alasca; Spokane, Washington; e em Atlanta, Geórgia. NIOSH é uma organização profissionalmente diversificada, com uma equipe de mais de 1.200 pessoas, representando uma ampla gama de disciplinas, incluindo a epidemiologia, a medicina, a higiene industrial, segurança, psicologia, engenharia, química e estatística.
O diretor do NIOSH é John Howard.
A Occupational Safety and Health Act, assinado pelo Presidente Richard M. Nixon, em 29 de dezembro de 1970, criou a ambos NIOSH e a Segurança Ocupacional e Administração de Saúde (OSHA). NIOSH foi criada para ajudar a garantir um ambiente seguro e saudável condições de trabalho, fornecendo a pesquisa, de informação, de educação e de formação no domínio da segurança e saúde ocupacional. NIOSH fornece nacional e a liderança do mundo para prevenir doenças relacionadas ao trabalho, lesões, incapacidades e morte através da recolha de informações, realização de pesquisas científicas, e a traduzir os conhecimentos adquiridos em produtos e serviços.

## Objetivos estratégicos
NIOSH segue um plano estratégico para a reunião de metas institucionais e a alocação de recursos. O Instituto tem três objetivos gerais:
| “                                         | - Conduct research to reduce work-related illnesses and injuries - Promote safe and healthy workplaces through interventions, recommendations and capacity building - Enhance global workplace safety and health through international collaborations | ” |
| — NIOSH Strategic Plan Outline 2004-2000, | |   |

Os objetivos são suportados pelo NIOSH do programa de portfólio. A carteira categoriza Instituto esforços em 10 grupos que representam os setores industriais. O programa carteira de mais subdivide esforços em 24 de cruz setores.

## NIOSH autoridade
Ao contrário de sua contraparte, a Segurança Ocupacional e Administração de Saúde, NIOSH não é uma agência reguladora. Ele não emite normas de saúde e segurança que são aplicáveis sob a lei dos EUA. Em vez disso, NIOSH da autoridade de acordo com a Occupational Safety and Health Act [29 CFR § 671] é "desenvolver recomendações para a saúde e as normas de segurança", para "desenvolver informações sobre níveis seguros de exposição a materiais tóxicos, nocivos e agentes físicos e substâncias", e a "realização de pesquisa em segurança e problemas de saúde". NIOSH também pode conduzir investigações (Perigo para a Saúde Avaliações) para determinar a toxicidade dos materiais utilizados no local de trabalho" e "fundo de investigação por outros órgãos ou organizações privadas, por meio de subsídios, contratos e outros acordos".
NIOSH foi destinado a funcionar como uma agência no mesmo nível, e independente, os Centros para o Controle da Doença. NIOSH foi inicialmente colocado dentro de Centros de Controle de Doenças, a fim de obter suporte administrativo dos Centros de até NIOSH estava pronto para assumir a responsabilidade por si mesma; os Centros, no entanto, nunca abandonou o controle e a intenção original da Lei nunca aconteceu.[carece de fontes?]
Também, de acordo com sua autoridade que lhe foi concedida pela Mina Lei de Segurança e Saúde, de 1977, NIOSH pode "desenvolver recomendações para a minha saúde normas para a Mina de Administração de Segurança e Saúde", "administrar um programa de vigilância médica para os mineiros, incluindo o peito de raios X para detectar a pneumoconiose (black lung disease), em mineiros de carvão", "conduzir investigações em minas semelhantes aos autorizado para a indústria em geral sob a Occupational Safety and Health Act; e "testar e certificar equipamentos de proteção individual e de perigo-instrumentos de medição".

## NIOSH produtos e publicações
NIOSH pesquisa abrange uma ampla gama de campos. O conhecimento obtido através internas e externas programas de pesquisa é usada para desenvolver produtos e publicação oferecendo soluções inovadoras para uma ampla gama de ambientes de trabalho. Algumas das publicações produzidas pelo NIOSH incluem:
- Alertas são divulgadas pela agência para solicitar assistência em prevenir, resolver e controlar o recém-identificados riscos ocupacionais. Eles, sumariamente, o que é conhecido sobre o risco para acidentes de trabalho, doença, e morte.
- Critérios Documentos contêm recomendações para a prevenção de doenças ocupacionais e lesões. Esses documentos são enviados para a Segurança Ocupacional e Administração de Saúde ou a Segurança de Minas e Administração de Saúde para a consideração, em sua formulação juridicamente vinculativas normas de segurança e saúde.
- Inteligência atual Boletins de análise de novas informações sobre a saúde ocupacional e riscos de segurança.
- A Agrícola Nacional de Segurança de Banco de dados contém referências bibliográficas e resumos de periódicos acadêmicos de artigos e relatórios sobre agrícolas, de saúde e de segurança.
- A Fatalidade de Avaliação e Controle do programa publica ocupacional fatalidade de dados que são usados para publicar fatalidade relatórios de setores específicos da indústria e tipos de acidentes.[6]
- O NIOSH Power Tools Banco de dados contém níveis de potência sonora, níveis de pressão de som, e as vibrações de dados para uma variedade de ferramentas de poder que foram testados por pesquisadores do NIOSH.
- O NIOSH Proteção Auditiva Compêndio contém atenuação de informações e recursos disponíveis comercialmente tampões de ouvido, protetores de ouvido e semi-auditiva inserir dispositivos de canal (caps).[7]
- NIOSH Manual de Métodos Analíticos contém recomendações para a coleta, amostragem e análise de contaminantes no local de trabalho e higiene industrial amostras, incluindo filtros de ar, fluidos biológicos, toalhetes e volumes para profissional relevante analitos.[8]
- O NIOSH Pocket Guide to Chemical Hazards informa trabalhadores, empregadores e profissionais de profissionais de saúde sobre o local de trabalho, de produtos químicos e seus perigos.[9]

## NIOSH centros de formação e pesquisa
NIOSH Ensino e Centros de Pesquisa são multidisciplinares, centros apoiados pelo Instituto Nacional para Segurança e Saúde Ocupacional para o ensino e a pesquisa no campo da saúde ocupacional. Através de centros, NIOSH suporta programas de formação acadêmica e oportunidades de pesquisa, bem como a educação continuada para profissionais de SST. A Erc, distribuídos em diversas regiões dos Estados Unidos, estabelecer acadêmica, de trabalho e de pesquisa da indústria de parcerias. A investigação realizada nos centros está relacionado com a National Occupational Research Agenda (NORA) estabelecido pelo NIOSH.
Fundada em 1977, NIOSH Erc são responsáveis por quase metade de pós-bacharelado diplomados que entram de saúde e segurança ocupacional campos. A Erc foco na higiene industrial, saúde ocupacional, enfermagem, medicina ocupacional, saúde ocupacional e outras áreas de especialização. Em muitos Erc, os alunos em disciplinas específicas têm suas mensalidades pagas na totalidade e receber ajuda de custo do dinheiro. Erc fornecer um benefício para as empresas locais, oferecendo a preço reduzido avaliações para empresas locais.

## Leitura complementar
- Roelofs, Cora (2007), Preventing Hazards at the Source, ISBN 9781931504836, AIHA, pp. 23-31
- Zak Figura, Susannah (outubro de 1995), «NIOSH under siege», Penton Media, Occupational Hazards, 57 (10): 161